# 努力啟發式思考法
努力啟發式思考法 是一種啟發法，一個人對一個對象的質量或價值會取決於生產該對象的努力程度，判斷需要較長時間生產的對象具有更高的價值。 在一個對像上投入的精力越多，它就被認為越好。在價值難以評估或評估者在評估項目方面缺乏專業知識的情況下尤其如此。人們使用他們可以獲得的任何信息所付出的努力通常被認為是訊息質量的可靠指標。 
這方面的一個例子是比較撿到的100 美元和付出努力賺到的 100 美元。如果有人撿到 100 美元，他們更傾向於隨心所欲地花錢，但如果這 100 美元是得來不易，他們就不太可能揮霍掉。人們會透過努力啟發式的思考方式去衡量一個人將根據目標投入到行動中的努力程度。   如果目標不重要，那麼一個人願意為此付出的努力就會更少。 

## 解释
與大多數其他動物一樣，人類行為通常受獎勵驅動，並受行動的能量成本支配。獲得獎勵需要付出努力，因此人們會權衡獎勵的價值與獲得獎勵所需的努力程度。 在很小的時候，孩子們就知道，由於努力而獲得的良好表現受到成年人的重視，而老師最有可能獎勵那些努力工作的人。  憑藉經驗，他們將努力內化為有價值的回報。

## 替代理论
直接檢查和測試努力啟發式的研究很少，但是還有其他研究領域結合了這種結構，並以某種方式操縱了它的影響。然而，Kruger等人所做的研究之間的一個關鍵區別。和其他關於努力對判斷的作用的研究是前者側重於他人產生的努力而不是自我產生的努力。

## 也可以看看
- 可用性启发式
- 影响启发式
- 劳动价值论